# Unser Kampf 1968 – ein irritierter Blick zurück
Unser Kampf 1968 – ein irritierter Blick zurück ist eine Monographie des Historikers Götz Aly aus dem Jahr 2008. In dem unter Sozialwissenschaftlern verschiedener Fachrichtungen umstrittenen Werk beschäftigt sich Aly mit aus seiner Sicht irritierenden bzw. inkongruenten Aspekten der sogenannten 68er-Generation und ihrer gesellschaftlichen und politischen Bewegung. 

## Thesen
Aly behauptet, dass die 68er-Generation mit der Generation ihrer Eltern mehr Gemeinsamkeiten habe, als dies bisher in der Wissenschaft angenommen wurde. Die 68er hätten „an den Aktionismus ihrer Dreiundreißiger-Väter“ angeknüpft. Aly konstatiert in Bezug auf Erwin Scheuch, der sich unter dem Eindruck der 68er-Ereignisse dem Rechtskonservatismus zuwandte, eine besonders bei Deutschen erkennbare „böse historische Kontinuität der Vergewaltigung des Mitmenschen aus Gesinnung“, aus der zu erklären sei, dass die deutschen Studenten „im Auftreten und in ihren Zielsetzungen antidemokratischer [gewesen] seien als ihre ebenfalls unruhigen Kommilitonen in anderen Ländern“. Als Gemeinsamkeit zwischen Alys „33er-Generation“ und den 68ern sieht der Autor bereits die an sich politisch unabhängige Selbstbezeichnung als „Bewegung“ und führt an, dass sich sowohl die nationalsozialistische „Studentenrebellion“ als auch die 68er so genannt hätten. Der Begriff sei 1967 von den Studenten „wieder aufgenommen“ worden.

Aly versucht in seinem Buch vor allem, antidemokratische und reaktionäre Traditionslinien bei den 68ern darzustellen. Dazu wird beispielsweise die Entwicklung zum Antiimperialismus in ihrer Dimension der Unterstützung nationaler Befreiungsbewegungen und Terrororganisationen herangezogen, die beispielsweise im Fall Ulrike Meinhofs bis zum offenen Antisemitismus gereicht habe. Aly wirft, in Bezug auf ihre Nachwirkungen, der 68er-Bewegung ebenso eine oftmals kritiklose Anhängerschaft zum Maoismus vor, die bis zur Unterstützung Pol Pots und der Roten Khmer gegangen sei.

Aly meint, dass Reformen in der Bundesrepublik und die gesellschaftliche Liberalisierung nicht auf die 68er-Bewegung zurückzuführen seien, sondern dass diese Entwicklungen vielmehr bereits im Regierungshandeln des damaligen Bundeskanzlers Kurt Georg Kiesinger angelegt waren. Die 68er hätten die Bemühungen der Regierung Kiesinger um eine Liberalisierung vielmehr behindert und damit verzögert.

Aus einer Umfrage von 1967, bei der 81 Prozent der befragten Studenten der These zustimmten, dass sich die deutsche Politik von „westlicher Bevormundung freimachen sollte“, zieht Aly den Schluss, dass die Protagonisten der 68er einen tiefen Antiamerikanismus mit ihrer Elterngeneration geteilt hätten und ebenso wie diese „besinnungslos deutsch“ gewesen seien. Mit dem Beginn einer offen interventionistischen Militärpolitik unter Präsident Lyndon B. Johnson hätte sich eine vorherige Zuneigung gegenüber US-amerikanischer Kultur zum Antiamerikanismus gewandelt. Diese Entwicklung bezeichnete Aly als „unkontrollierte, emotionalisierte, erst langsame, dann stark beschleunigte Rückwärtsfahrt.“
Die gesamte Schrift über dient Aly die „33er-Generation“ als Gegenstand für den Vergleich mit der 68er-Bewegung. Das Problem, dass sich die „33er-Generation“ ausschließlich auf Deutschland und die nationalsozialistische „Bewegung“ bezieht, der zweite Vergleichsgegenstand aber global und heterogen ausgeprägt war und sich in den meisten Fällen nicht auf die deutschen Nationalsozialisten berufen konnte, lässt Aly offen, beziehungsweise ignoriert die 68er in ihrer Eigenschaft als internationales Phänomen weitestgehend. Aly bezieht sich sehr häufig auf Äußerungen und Schriften von Publizisten wie Ernst Fraenkel oder Richard Löwenthal, die seinerzeit den SDS mit der NSDAP gleichsetzten. Ebenfalls wird der Mitgründer des konservativen Bundes Freiheit der Wissenschaft Erwin K. Scheuch zitiert, der um 1968 von Studenten scharf angegriffen wurde. Teilweise bauen ganze Thesen und Argumentationsstränge auf diesen Quellen auf.

## Rezeption
Alys Thesen und Methoden wurden vielfach diskutiert und kritisiert. So wurde etwa seine Vorstellung einer „33er-Generation“ zurückgewiesen, welche in der Generationsgeschichte keine seriöse Basis habe. Aly, so Philipp Gassert, ziele mehr auf „Selbstkasteiung als historische Analyse“ und habe vor allem den „Knalleffekt“ im Sinn. Elmar Altvater bezeichnete die größtenteils positive Rezeption von Alys Thesen durch die Machteliten als Zeichen für den „Verfall der politischen Kultur“. Altvater verwies auf die Leistungen der 68er-Bewegung für die Entwicklung der Demokratie, beispielsweise im Prager Frühling, sowie darauf, dass die Proteste von 1968 nicht nur durch Studenten, sondern auch durch Arbeiter und andere Schichten der Gesellschaft getragen wurden, und warf Aly eine Verharmlosung des Nationalsozialismus vor. Der Historiker Clemens Vollnhals bemängelt, Aly scheine in einer „selbstverliebten Nabelschau“ nur „die kleine, verbissene Welt der K-Gruppen zu kennen“: Dass  Tausende von jungen Leuten sich bei den Jusos, den Jungen Liberalen, in kirchlichen Studentengemeinden und zahlreichen Initiativgruppen für eine radikaldemokratische Reform der bundesdeutschen Gesellschaft einsetzten, bleibe ebenso ausgeblendet wie die längerfristigen Wirkungen von Pop- und Jugendkultur sowie eines emanzipatorischen Wertewandels.
Norbert Frei, der 2008 ebenfalls einen populär geschriebenen Band über 1968 auf den Markt brachte, warf Aly vor, eine „historiographisch völlig überzogene Darstellung“ zugunsten des „medialen Knalleffekts“ verfasst zu haben, und kritisierte die Konstruktion einer „33er-Generation“, die, im Gegensatz zur 68er-Generation, aufgrund verschiedener Biographien ihrer vermeintlichen „Akteure“ nicht bestehen konnte. In ähnlicher Weise kritisch äußerten sich auch die Historiker Rudolf Walther und Wolfgang Kraushaar in seiner Replik Hitlers Kinder? Eine Antwort auf Götz Aly.
Luise Hirsch bemängelte in der Jungle World methodische Unsauberkeiten Alys, bekundete inhaltlich aber Zustimmung. Aly gehe hingegen nicht weit genug und wiederhole schon Bekanntes über die kulturelle Kontinuität zwischen Eltern- und Kindergeneration, statt die regressiven Elemente der 68er weiter herauszuarbeiten. Ähnlich urteilt Ingo Way in der Jüdischen Allgemeinen: Aly habe einen polemischen Essay mit vielen methodischen Schwächen verfasst, der aber inhaltlich weit weniger empörend sei als es viele Rezensionen vermuten ließen.
Uwe Soukup wies auf einen Fehler in Alys Darstellung hin. Aly hatte geschrieben, dass der Polizist und inoffizielle Stasi-Mitarbeiter Karl-Heinz Kurras, der den Studenten Benno Ohnesorg erschossen hatte, in zweiter Instanz zu zwei Jahren Haft verurteilt worden sei, von denen er vier Monate abgesessen habe. Nichts davon trifft zu. Kurras „hinter Schloss und Riegel zu fantasieren, bedeutet nicht weniger, als die Empörung einer ganzen Generation über die wiederholten Freisprüche für einen Polizisten, der einen Demonstranten erschossen hatte, der Grundlage zu berauben“, schrieb Soukup.
Siegward Lönnendonker weist auf eine unzutreffende Behauptung hin, die Aly als Stütze seiner These der „selbstlegitimatorischen“ Geschichtsschreibung der ehemaligen Linksradikalen anführt. Götz Aly schreibt auf Seite 94, Richard Löwenthals Rede vom 8. Juni 1967 „findet sich in keiner der umfangreichen Dokumentationen zur Geschichte der Freien Universität oder der Studentenbewegung. Der Grund dafür liegt nahe: Die Quellensammlungen zu den unruhigen Jahren wurden ausschließlich von einst beteiligten ehemaligen Linksradikalen erstellt, die selbstlegitimatorische Tendenzgeschichte produzierten und eine derart grundlegende Einrede auch später nicht zur Kenntnis nehmen wollten.“ In der auch von Aly ausgiebig benutzten FU-Dokumentation Freie Universität Berlin 1948 – 1973. Hochschule im Umbruch. Teil V: 1967 – 1969. Gewalt und Gegengewalt (1983) von Siegward Lönnendonker, Tilman Fichter und Jochen Staadt findet sich hingegen in der Zeittafel unter dem Datum des 8. Juni 1967 der Eintrag zu dieser Rede (S. 20) mit einem – auch von Aly angeführten – Zitat. Die gesamte Rede ist außerdem an hervorragender Stelle, nämlich als zeitgenössischer Kommentar (S. 437 ff), in diesem Band dokumentiert.
Auf Anfrage teilte der S. Fischer-Verlag am 9. April 2018 mit, dass den Bänden inzwischen ein Erratum-Zettel mit Götz Alys Bitte um Entschuldigung beigelegt und die betreffende Stelle für den Druck geändert sei. In der nun geänderten Anmerkung 133 erhebt Götz Aly allerdings seinen Vorwurf weiter in Bezug auf andere Bücher der Autoren.